# Boqueixom

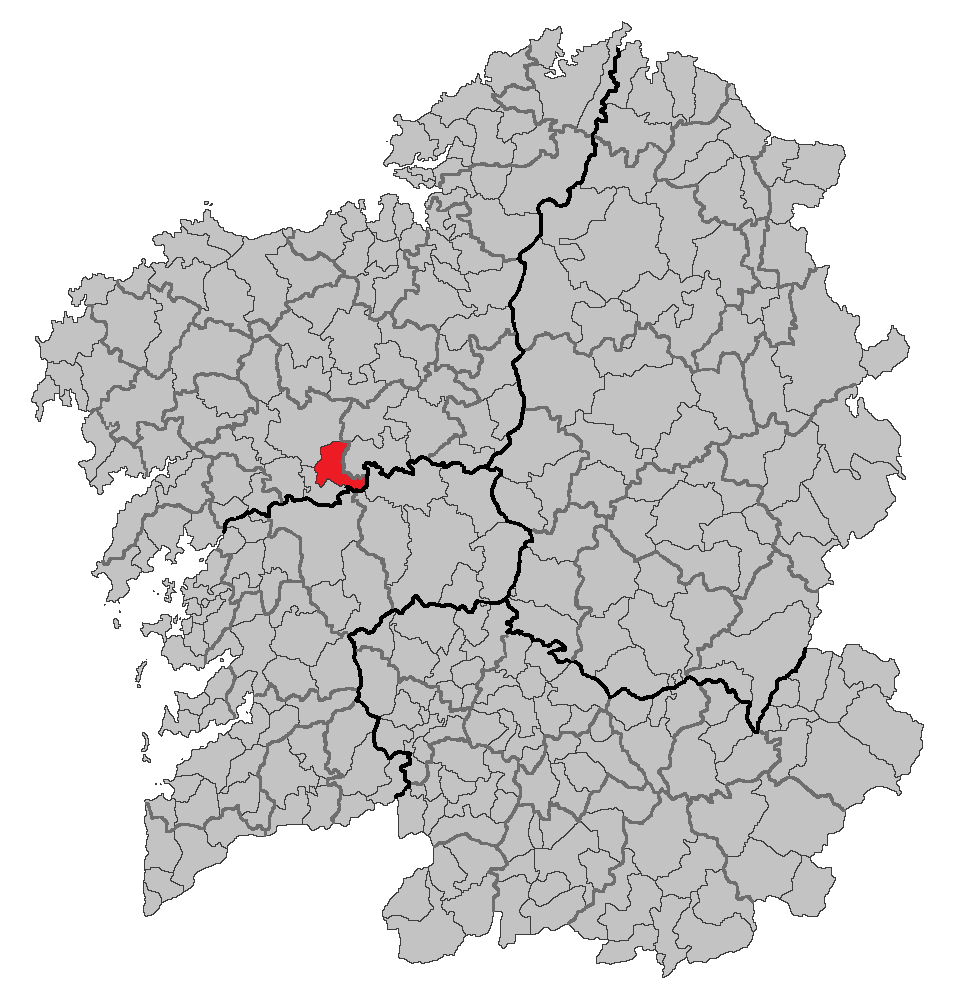
Localização de Boqueixom

Boqueixom (Boqueixón; pronúncia em galego: [bokejˈʃoŋ]) (em espanhol, Boqueijón) é um município da Espanha na província 
da Corunha, 
comunidade autónoma da Galiza, de área 70,9 km² com 
população de 4437 habitantes (2007) e densidade populacional de 62,58 hab./km².

## Demografia
| Variação demográfica do município entre 1991 e 2004 | Variação demográfica do município entre 1991 e 2004 | Variação demográfica do município entre 1991 e 2004 | Variação demográfica do município entre 1991 e 2004 |
| --------------------------------------------------- | --------------------------------------------------- | --------------------------------------------------- | --------------------------------------------------- |
| 1991                                                | 1996                                                | 2001                                                | 2004                                                |
| 4230                                                | 4314                                                | 4267                                                | 4337                                                |